# Afrikaanse beker der kampioenen 1970
De Afrikaanse beker der kampioenen 1970 was de zesde editie van de beker voor landskampioenen voetbal in Afrika.

## Eerste Ronde
| Team 1            | Tot. | Team 2             | 1e wedstr. | 2e wedstr. |
| ----------------- | ---- | ------------------ | ---------- | ---------- |
| AS Real Bamako    | 5-2  | AS Fonctionnaires  | 3-0        | 2-2        |
| Aigle Royal       | 5-51 | CARA Brazzaville   | 0-3        | 5-2        |
| CR Belcourt       | w/o2 | ASC Jeanne d'Arc   | 5-3        | n.g.       |
| Lavori Publici    | 3-4  | Prisons FC Kampala | 2-1        | 2-4        |
| Secteur 6         | 2-3  | Union Douala       | 0-2        | 2-1        |
| Stationery Stores | 6-3  | Forces Armées      | 3-1        | 3-2        |
| Young Africans    | 6-4  | US Fonctionnaires  | 4-0        | 2-4        |

1 CARA Brazzaville won na loting. 

2 CR Belcourt trok zich terug na de 1e wedstrijd, 2e wedstrijd niet gespeeld.

## Tweede Ronde
| Team 1             | Tot. | Team 2            | 1e wedstr. | 2e wedstr. |
| ------------------ | ---- | ----------------- | ---------- | ---------- |
| AS Real Bamako     | 4-9  | Stade d'Abidjan   | 2-3        | 2-6        |
| TP Englebert       | 5-2  | CARA Brazzaville  | 3-0        | 2-2        |
| AS Kaloum Star     | 4-3  | ASC Jeanne d'Arc  | 3-1        | 1-2        |
| Al-Ismaily         | 1-0  | Al-Hilal Omdurman | 1-0        | 0-0        |
| Nakuru All Stars   | 2-3  | Young Africans    | 1-0        | 1-3        |
| Prisons FC Kampala | 4-41 | Tele SC Asmara    | 3-2        | 1-2        |
| Union Douala       | 1-11 | Modèle Lomé       | 0-0        | 1-1        |
| Stationery Stores  | w/o2 | Asante Kotoko     | 3-2        | gestaakt   |

1 Prisons FC en Modèle Lomé door na een loting. 

2 De 2e wedstrijd werd gestaakt een veldbestorming bij een 1-0 stand voor Asante. Asante werd tot de derde ronde toegelaten.

## Kwartfinale
| Team 1          | Tot. | Team 2             | 1e wedstr. | 2e wedstr. |
| --------------- | ---- | ------------------ | ---------- | ---------- |
| Stade d'Abidjan | 4-5  | AS Kaloum Star     | 1-1        | 3-4        |
| Modèle Lomé     | 1-3  | TP Englebert       | 0-0        | 1-3        |
| Al-Ismaily      | 6-2  | Prisons FC Kampala | 4-1        | 2-1        |
| Young Africans  | 1-3  | Asante Kotoko      | 1-1        | 0-2        |

## Halve finales
| Team 1         | Tot. | Team 2        | 1e wedstr. | 2e wedstr. |
| -------------- | ---- | ------------- | ---------- | ---------- |
| AS Kaloum Star | 2-5  | TP Englebert  | 1-2        | 1-3        |
| Al-Ismaily     | 0-2  | Asante Kotoko | 0-0        | 0-2        |

## Finale
| Team 1        | Tot. | Team 2       | 1e wedstr. | 2e wedstr. |
| ------------- | ---- | ------------ | ---------- | ---------- |
| Asante Kotoko | 3-2  | TP Englebert | 1-1        | 2-1        |